# 辛从益
辛从益（1760年—1828年），字谦受，号筠谷，江西万载人，清朝政治人物，進士出身。
乾隆五十五年（1790年）进士，選庶吉士，授编修。升遷為御史，以母老辭官歸里。嘉慶十七年（1812年）起复补原官。升遷為给事中。嘉庆二十年（1815年）升光禄寺少卿。道光二年（1822年）迁内阁学士。道光三年（1823年）擢礼部侍郎，督江苏学政。道光八年（1828年）卒於学政任上。好學，善吟咏。著有《诗文集》、《公孙龙子注》、《寄思斋集》等。 

## 延伸阅读
[在维基数据编辑]
 《清史稿·卷376》，出自趙爾巽《清史稿》